# Imanuel Wanggai
Imanuel Wanggai, còn được biết với tên Manu, (sinh ngày 23 tháng 2 năm 1988) là một cầu thủ bóng đá người Indonesia hiện tại thi đấu cho Persipura Jayapura
Anh em họ của anh, Patrich Wanggai và Izaac Wanggai, cũng là các cầu thủ bóng đá.

## Sự nghiệp quốc tế

### Đội tuyển quốc gia
| Đội tuyển quốc gia Indonesia | Đội tuyển quốc gia Indonesia | Đội tuyển quốc gia Indonesia |
| Năm                          | Số trận                      | Bàn thắng                    |
| ---------------------------- | ---------------------------- | ---------------------------- |
| 2007                         | 1                            | 0                            |
| 2008                         | 0                            | 0                            |
| 2009                         | 0                            | 0                            |
| 2010                         | 0                            | 0                            |
| 2011                         | 0                            | 0                            |
| 2012                         | 0                            | 0                            |
| 2013                         | 3                            | 0                            |
| 2014                         | 3                            | 0                            |
| Tổng cộng                    | 7                            | 0                            |

## Danh hiệu

### Danh hiệu câu lạc bộ
Persipura Jayapura
- Liga Indonesia (1): 2005
- Indonesia Super League (2): 2008–09, 2010–11
- Indonesian Inter Island Cup (1): 2011